# Третьяков Модест Тихонович
Модест Тихонович Третьяков (1905, місто Нижній Новгород, тепер Російська Федерація — ?) — радянський діяч, голова виконавчого комітету Горьковської обласної ради, народний комісар промисловості будівельних матеріалів РРФСР. Депутат Верховної Ради СРСР 1-го скликання (1941—1946).

## Біографія
Народився в родині робітника. З 1919 по 1924 рік працював чорноробам на заводі «Красное Сормово», одночасно навчався в школі другого ступеня міста Нижнього Новгорода.
У 1924—1927 роках — завідувач культурно-пропагандистського відділу Сормовського районного комітету РКСМ, секретар Лукояновського повітового комітету ВЛКСМ Нижньогородської губернії.
Член РКП(б) з 1925 року.
З 1927 по 1929 рік служив на Балтійському флоті РСЧФ.
У 1929—1930 роках — токар заводу «Красное Сормово» в Нижньому Новгороді.
У 1930—1935 роках — студент Нижньогородського (Горьковського) індустріального інституту.
У 1935—1938 роках — механік заводу «Красное Сормово» в місті Горькому.
У 1938—1939 роках — начальник Горьковського обласного управління місцевої промисловості.
У 1939 — січні 1940 року — 1-й заступник голови виконавчого комітету Горьковської обласної ради.
У січні 1940 — лютому 1943 року — голова виконавчого комітету Горьковської обласної ради депутатів трудящих.
У лютому 1943 — 1946 року — народний комісар промисловості будівельних матеріалів РРФСР.
Подальша доля невідома.